# Heteropoda willunga
Heteropoda willunga là một loài nhện trong họ Sparassidae.
Loài này thuộc chi Heteropoda. Heteropoda willunga được Hugh Davies miêu tả năm 1994.